# Litsea bancana
Litsea bancana är en lagerväxtart som beskrevs av Jacob Gijsbert Boerlage. Litsea bancana ingår i släktet Litsea och familjen lagerväxter. Inga underarter finns listade i Catalogue of Life.